# Скараткі-под-Ляс
Скараткі-под-Ляс (пол. Skaratki pod Las) — село в Польщі, у гміні Доманевиці Ловицького повіту Лодзинського воєводства.
Населення — 688 осіб (2011).
У 1975-1998 роках село належало до Скерневицького воєводства.

## Демографія
Демографічна структура станом на 31 березня 2011 року:
|          | Загалом | Допрацездатний вік | Працездатний вік | Постпрацездатний вік |
| -------- | ------- | ------------------ | ---------------- | -------------------- |
| Чоловіки | 328     | 63                 | 224              | 41                   |
| Жінки    | 360     | 68                 | 202              | 90                   |
| Разом    | 688     | 131                | 426              | 131                  |